# Ateuchus apicatum
Ateuchus apicatum là một loài bọ cánh cứng trong họ Bọ hung (Scarabaeidae).